# Poppo von Thüringen

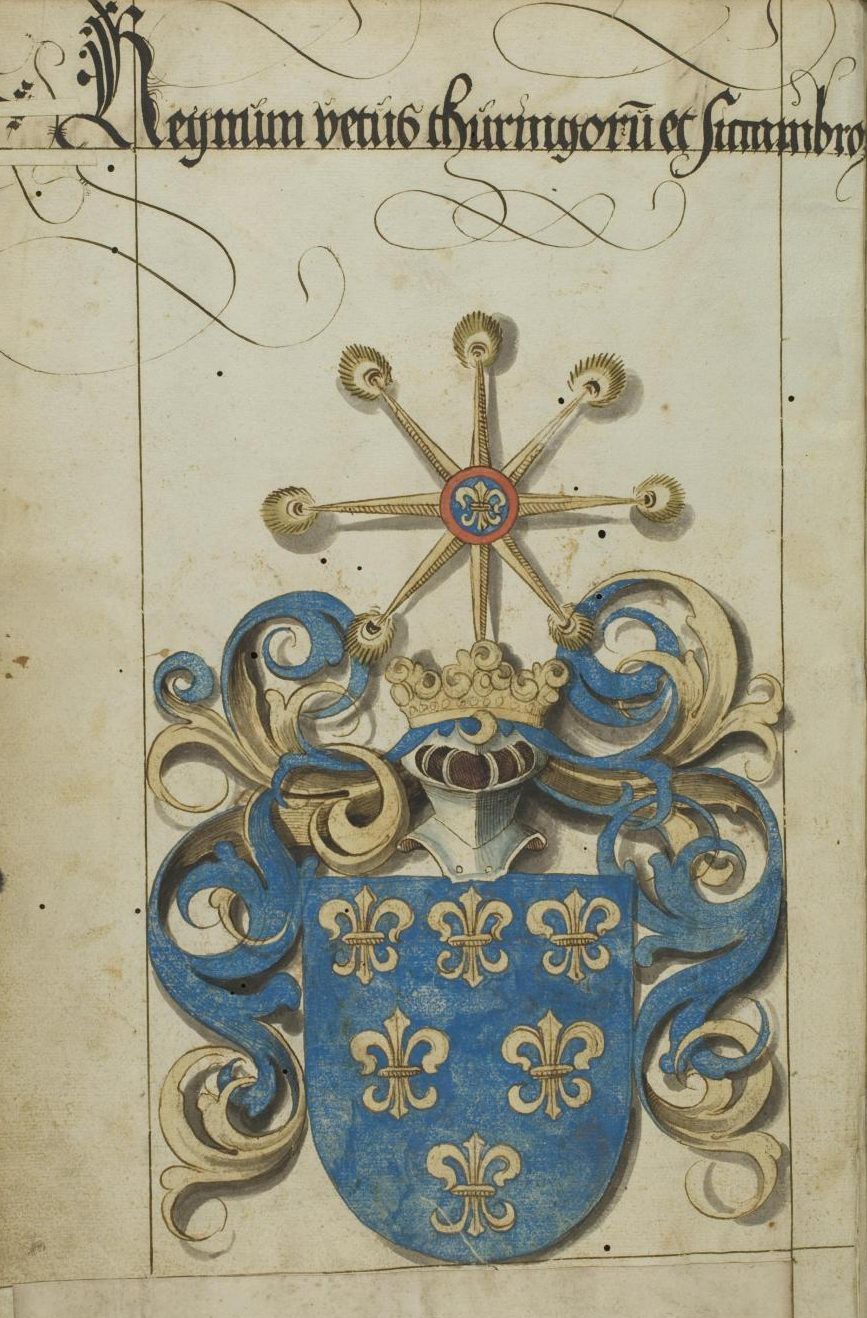
Diese nicht zuordenbare Wappendarstellung aus dem Stammbuch der Sachsen von 1546 könnte sich auf das Herzogtum auf dem Boden des 531 untergegangenen Regnums Thüringen und auf die Abstammung Poppos von den Robertinern und damit die Verwandtschaft mit den Kapetingern beziehen.

Poppo von Thüringen wird von 878/880 bis 906 als Graf im Volkfeld bezeugt. Er war von 880 bis 892 Markgraf der Sorbenmark und wurde bei seiner Absetzung 892 als „dux Thuringorum“, Herzog der Thüringer, bezeichnet.
Er war der jüngere Sohn des Grafen Poppo (I.) im Saalgau und der Bruder des princeps militiae und dux Austrasiorum Heinrich, des Heerführers Kaiser Karls III. und damit einer der wichtigsten Angehörigen der Familie der älteren oder fränkischen Babenberger, die eine der wesentlichen Stützen Karls des Dicken war und damit im Gegensatz zu Karls Nachfolger Arnulf von Kärnten.
880 – nachdem sein Bruder Heinrich in den Dienst des Königs getreten war – wird er nach einem Sieg über die Sorben als comes et dux Sorabici limes erwähnt (Annales Fuldenses), als Graf und Herzog der Sorbenmark, als der er von Karl dem Dicken eingesetzt worden war. Er hatte sich mit dem Grafen Egino um die Herrschaft in Thüringen auseinanderzusetzen, einen Kampf, den er zwar verlor, was ihn aber – vermutlich aufgrund des Eingreifens Karls des Dicken, auf jeden Fall aber, weil Egino sich ab 885 als Graf im Badanachgau anderen Aufgaben widmete – nicht seine Stellung dort kostete.
Im Jahr 892 wurde er von Karls Nachfolger Arnulf von Kärnten wegen Untreue angeklagt (Hauptanklagepunkt war der gescheiterte Slawenfeldzug Bischof Arns) und deshalb von seinen Aufgaben in Thüringen entbunden (und dabei von Regino von Prüm als dux Thuringorum bezeichnet). Arnulf nutzte die Gelegenheit, in Thüringen seinen Verwandten und Verbündeten, den Konradiner Konrad der Ältere zu installieren, was einer seiner Schritte zur Entmachtung der Babenberger war und mittelbar die Babenberger Fehde (902–906) auslöste, an der sich Poppo jedoch offenbar nicht beteiligte. Die im Zusammenhang mit dem Prozess konfiszierten Güter erhielt Poppo im Jahr 899 zurück.
Im Jahr 903 wird er als Markgraf im bayerischen Nordgau genannt, 906 als Graf im Volkfeld.
Er hatte zwei Söhne:
- Adalbert, 898/915 Graf im Grabfeld
- Poppo (III.); † 945, Graf im Grabfeld und Tullifeld

sowie vermutlich eine
- Tochter, die einen Graf Wilhelm heiratete, wohl Wilhelm I. von Weimar-Orlamünde.